# Robert Schwartzman
Robert Coppola Schwartzman, född 24 december 1982 i Los Angeles, Kalifornien, är en amerikansk filmskapare, regissör, manusförfattare, skådespelare och musiker. Han är mest känd för att ha regisserat filmerna Dreamland, The Unicorn och The Argument samt medverkat i filmerna Lick the Star, Virgin Suicides (regisserade av hans kusin Sofia Coppola) och En prinsessas dagbok. Han är även huvudsångaren i bandet Rooney.
Schwartzman är son till Talia Shire och Jack Schwartzman samt bror till John och Jason Schwartzman.